# West Benton Township (comté de Newton, Missouri)
Pour les articles homonymes, voir West Benton Township et Benton Township.
West Benton Township est un ancien township, situé dans le comté de Newton, dans le Missouri, aux États-Unis,.